# Route nationale 7 (Italie)
Pour les articles homonymes, voir Route nationale 7.
La route nationale 7 (SS 7, Strada statale 7 ou Strada statale "Via Appia") est une route nationale d'Italie, elle relie Rome à Brindisi sur une longueur de 713,45 km.

## Parcours

Parcours de la SS 7.